# 姫小川町
姫小川町（ひめおがわちょう）は、愛知県安城市の地名。

## 地理
安城市南東部に位置する。東・西・南は小川町、北は桜井町・東町に接する。

### 学区
市立小・中学校に通う場合、学校等は以下の通りとなる。また、公立高等学校に通う場合の学区は以下の通りとなる。
| 番・番地等 | 小学校             | 中学校             | 高等学校 |
| ---------- | ------------------ | ------------------ | -------- |
| 全域       | 安城市立桜井小学校 | 安城市立桜井中学校 | 三河学区 |

### 河川
- 鹿乗川[1]
- 明治用水東井筋[1]

## 歴史

### 人口の変遷
国勢調査による人口および世帯数の推移。
| 1995年（平成7年）  | 540世帯 1722人 |  |
| 2000年（平成12年） | 593世帯 1788人 |  |
| 2005年（平成17年） | 618世帯 1769人 |  |
| 2010年（平成22年） | 687世帯 1840人 |  |
| 2015年（平成27年） | 864世帯 2240人 |  |
| 2020年（令和2年）  | 441世帯 1137人 |  |

### 沿革
- 1889年（明治22年）：碧海郡姫小川村が合併により、桜井村大字姫小川となる[2]。
- 1956年（昭和31年）：桜井町大字姫小川となる[2]。
- 1967年（昭和42年）：安城市姫小川町となる[2]。
- 2025年（令和7年）1月11日：安城桜井駅周辺特定土地区画整理事業の換地処分に伴い、町境および町内の住所を変更[WEB 12]。

| 実施後   | 実施後     | 実施年月日               | 実施前（各町名ともその一部） |
| -------- | ---------- | ------------------------ | ---------------------------- |
| 姫小川町 | 姫西一丁目 | 2025年（令和7年）1月11日 | 桜井町（字大役田・塔見塚）   |
| 姫小川町 | 姫西一丁目 | 2025年（令和7年）1月11日 | 姫小川町（字北門原・舘出）   |
| 姫小川町 | 姫西一丁目 | 2025年（令和7年）1月11日 | 桜井町（字大役田・塔見塚）   |
| 姫小川町 | 姫西二丁目 | 2025年（令和7年）1月11日 | 桜井町（字塔見塚）           |
| 姫小川町 | 姫西二丁目 | 2025年（令和7年）1月11日 | 姫小川町（字舘出・遠見塚）   |
| 姫小川町 | 姫西二丁目 | 2025年（令和7年）1月11日 | 小川町（字南門原）           |
| 姫小川町 | 姫西三丁目 | 2025年（令和7年）1月11日 | 桜井町（字稲荷西）           |
| 姫小川町 | 姫西三丁目 | 2025年（令和7年）1月11日 | 姫小川町（字遠見塚・西門原） |
| 桜井町   | 字桜井     | 2025年（令和7年）1月11日 | 姫小川町（字舘出）           |
| 桜井町   | 桜西三丁目 | 2025年（令和7年）1月11日 | 姫小川町（字遠見塚）         |

## 交通
- 名鉄西尾線[1]
- 愛知県道岡崎西尾線[1]

## 施設
- 雇用促進小川住宅[1]
- 鹿乗団地[1]
- 桜井農協本店[1]
- 姫小川公民館[1]
- 姫小川老人憩いの家[1]
- 農協グラウンド[1]
- 真宗大谷派誓願寺[1]
- 浅間神社[1]
- 姫小川古墳[1]
- 姫古墳[1]

### WEB
1. ↑  “愛知県安城市の町丁・字一覧”.   人口統計ラボ. 2023年8月26日閲覧。
2. 1 2  総務省統計局 (2022年2月10日). “令和2年国勢調査の調査結果(e-Stat) - 男女別人口，外国人人口及び世帯数－町丁・字等” (CSV). 2023年8月2日閲覧。
3. ↑  “愛知県安城市の郵便番号一覧”.   日本郵便. 2023年8月26日閲覧。
4. ↑  “市外局番の一覧” (PDF).   総務省 (2022年3月1日). 2022年3月22日閲覧。
5. ↑  安城市役所教育振興部学校教育課学事係 (2022年4月7日). “小中学校区一覧（町別50音順）”.   安城市. 2023年10月8日閲覧。
6. ↑  “平成29年度以降の愛知県公立高等学校（全日制課程）入学者選抜における通学区域並びに群及びグループ分け案について”.   愛知県教育委員会 (2015年2月16日). 2019年1月14日閲覧。
7. ↑  総務省統計局 (2014年3月28日). “平成7年国勢調査の調査結果(e-Stat) - 男女別人口及び世帯数 －町丁・字等” (CSV). 2021年7月20日閲覧。
8. ↑  総務省統計局 (2014年5月30日). “平成12年国勢調査の調査結果(e-Stat) - 男女別人口及び世帯数 －町丁・字等” (CSV). 2021年7月20日閲覧。
9. ↑  総務省統計局 (2014年6月27日). “平成17年国勢調査の調査結果(e-Stat) - 男女別人口及び世帯数 －町丁・字等” (CSV). 2021年7月21日閲覧。
10. ↑  総務省統計局 (2012年1月20日). “平成22年国勢調査の調査結果(e-Stat) - 男女別人口及び世帯数 －町丁・字等” (CSV). 2021年7月21日閲覧。
11. ↑  総務省統計局 (2017年1月27日). “平成27年国勢調査の調査結果(e-Stat) - 男女別人口及び世帯数 －町丁・字等” (CSV). 2021年7月21日閲覧。
12. ↑  安城市役所都市整備部区画整理課 (2025年2月10日). “住所(所在地)変更手続きについて”.   安城市. 2025年4月18日閲覧。
13. 1 2 3 4 5 6 7 8 9 10  安城市役所都市整備部区画整理課組合支援係 (2025年2月10日). “町名字名対照表” (PDF).   安城市. 2025年4月19日閲覧。

### 書籍
1. 1 2 3 4 5 6 7 8 9 10 11 12 13 14 15 16  「角川日本地名大辞典」編纂委員会 1989, p. 1567.
2. 1 2 3  「角川日本地名大辞典」編纂委員会 1989, p. 1136.